# Salix drummondiana
Salix caprea
Espèce
Classification APG III (2009)
Salix drummondiana, le saule de Drummond, est une espèce de plantes à fleurs de la famille des Salicaceae. C'est un saule natif de l'Amérique du Nord, du Yukon et les Territoires du Nord-Ouest au Canada, et du Nord de la Californie et du Nouveau-Mexique, aux États-Unis, au Sud. C'est un arbuste des montagnes humides comprenant des forêts. Il apprécie les rives de cours d'eau et les plans d'eau des plaines.

## Description
Salix drummondiana est un arbuste de un à cinq mètres de haut. Ses branches fragiles vont de glabres à duveteuses quand elles sont jeunes. Elles deviennent cireuses et brillantes avec l'âge. Les feuilles varient d'ovales à lancéolées et sont pointues avec des bords lisses ou ridés. Elles ne dépassent guère 8,5 centimètres de long et sont cotonneuses au-dessous, glabres à légèrement velues au-dessus. Les jeunes feuilles sont recouvertes de poils cotonneux.
Les inflorescences apparaissent avant les feuilles. Les chatons mâles mesurent de 2  à   4 cm de long tandis que les chatons femelles peuvent aller jusqu'à 9 centimètres, continuant à s'allonger après l'apparition des fructifications. La reproduction se fait naturellement par les graines mais aussi par morceaux de rameaux brisés par les flots. Les brisures sont alors disséminées par les eaux courantes dans de nouveaux secteurs.
Cette espèce fournit de la nourriture en hiver pour les élans dans de nombreuses régions et les castors nord-américains l'utilisent pour construire leurs barrages.